# Olóbasá
Olóbasá es un personaje de la mitología talamanqueña de los pueblos bribris y cabécares. En la historia, Olóbasá es el abuelo de los Niños Huracanes, y este les contaba siempre múltiples historias a sus nietos.